# Maria la tessitrice
Maria la tessitrice (in russo Марья-искусница?, Mar'ja-iskusnica) è un film del 1960, diretto da Aleksandr Arturovič Rou. 

## Trama
Un soldato, raggiunta la pensione, sta tornando a casa a piedi attraverso la campagna, ed accompagna la sua marcia con il suono del suo tamburo. Sul limitare della foresta, due orsetti gli chiedono aiuto: il loro nonno orso è rimasto intrappolato in una tagliola. Il soldato lo libera, e nonno orso gli racconta che ultimamente il bosco è diventato un luogo inospitale, abitato da un'entità invisibile ma minacciosa.
Il soldato si addentra nel silenzio irreale della foresta, e si imbatte in Ivan, un bambino, addormentato. Ivan dice di essere alla ricerca della madre, Maria, rapita dal "XIII Spirito Acquatico" per le sue abilità di tessitrice e ricamatrice. Lo Spirito Acquatico stesso, il misterioso abitatore della foresta, si palesa ai due, e, sentita la loro storia propone loro di consegnare Maria in cambio del tamburo del soldato, poiché egli è allergico al rumore.
Ivan e il soldato vengono condotti quindi nel mondo delle acque sotterranee dello Spirito Acquatico, che tuttavia non intende far fede alla propria promessa, perché, in cambio del tamburo cerca di consegnare ai due non Maria, ma o una parte dei propri tesori, o qualcuno dei sudditi del regno ctonio: fra i quali si annoverano dei pirati annegati redivivi e una serie di sirene in miniatura racchiuse in uno scrigno. Il soldato ed Ivan rifiutano, perché vogliono solo liberare Maria.
Lo Spirito Acquatico chiede allora aiuto a sua nipote Alënuška, una bambina che si è affezionata a Maria (alla quale nel frattempo è stato praticato un lavaggio del cervello per cui non riconoscerebbe il proprio figlio) al punto di considerarla sua madre adottiva, e le fa credere che alcuni malintenzionati, introdottisi nel mondo infero, vorrebbero fare del male alla tessitrice. Su consiglio del nonno, quindi, Alënuška produce magicamente sei copie, indistinguibili, di Maria: sta ora ad Ivan di riconoscere la madre vera, pena il ritornare in superficie senza la tessitrice. Ed il tamburo è stato già consegnato.
Lo Spirito Acquatico è sicuro che il compito si riveli impossibile. Ma Alënuška viene a sapere dell'inganno del nonno, e si mette a collaborare con Ivan, che riesce a riconoscere sua madre. Ivan, Maria, il soldato e Alënuška, per quanto inseguiti dalle forze sotterranee del male, raggiungono la casa di Maria, che però è ancora sotto incantesimo. Riuscirà a riconoscere il figlio solo dopo aver udito il suo grido di aiuto, quando lo Spirito Acquatico, emergendo da un pozzo, avrà cercato di rapirlo.
Le forze del male sono domate, ed il vecchio soldato indice una festa per Maria e i suoi due figli, quello naturale e quella adottiva.